# Personaggi de L'uomo da sei milioni di dollari
Questa voce contiene un elenco dei personaggi originariamente concepiti dallo scrittore statunitense Martin Caidin per la serie di quattro romanzi  Cyborg e successivamente protagonisti del franchise da essi tratto e composto dai tre film per la televisione del 1973 Dalla luna al deserto, Vino, donne e guerra e Complotto internazionale, dalla serie televisiva L'uomo da sei milioni di dollari (1974-1978) e dai suoi spin-off, la serie televisiva La donna bionica (1976-1978), il remake di quest'ultima Bionic Woman (2007), dal film cinematografico Secret of Bigfoot (1979), dai film per la televisione Il ritorno dell'uomo da sei milioni di dollari (1987), Scontro bionico (1989) e Il ritorno della donna bionica (1994).

## Personaggi principali
- Steven "Steve" Austin[N 1], interpretato da Lee Majors[N 2], doppiato in italiano da Roberto Del Giudice[N 3].[1][2]
Ex astronauta, in seguito agente dell'OSI, che, a seguito di un incidente aereo militare quasi mortale, come risultato di un progetto governativo classificato, è stato ricostruito nel primo "uomo bionico" del mondo, subendo l'impianto di numerose protesi cibernetiche artificiali chiamate appunto "bioniche".
È il protagonista della serie di romanzi Cyborg di Martin Caidin e della serie televisiva da essi tratta, L'uomo da sei milioni di dollari, apparendo inoltre in tutti gli spin-off, La donna bionica e i film per la televisione, ma non nella serie remake Bionic Woman.
Per mantenere la plausibilità dello spettacolo, il produttore Kenneth Johnson ha fissato limiti molto specifici alle capacità di Steve Austin.[3] Gli impianti hanno ad esempio il difetto che il freddo interferisce con le loro funzioni tuttavia, quando Austin torna a una temperatura più calda, gli impianti riacquistano rapidamente la piena funzionalità. La prima stagione ha anche stabilito che i bionici di Austin non funzionano correttamente nella micro-gravità dello spazio, anche se in seguito questo viene modificato. L'occhio bionico inoltre è vulnerabile all'attacco con ultrasuoni, con conseguente cecità e vertigini. Non è spiegato comunque come il corpo organico di Austin sia in grado di resistere allo stress dell'hardware bionico o alle prestazioni di capacità sovrumane.
I miglioramenti bionici di Austin sono: l'occhio sinistro bionico, che ha un obiettivo zoom 20.2:1, una funzione di visione notturna e altro; gambe bioniche, che gli permettono di correre ad alta velocità e fare grandi salti; braccio bionico, che ha la forza equivalente di un bulldozer e contiene un segnalatore Geiger.
Per indicare agli spettatori che Austin sta usando i suoi miglioramenti bionici, le sequenze con lui che compie compiti sovrumani vengono presentate al rallentatore e accompagnate da un effetto sonoro elettronico che è diventato caratteristico della serie.
- Jaime Sommers, interpretata da Lindsay Wagner[N 4] e da Michelle Ryan[N 5], doppiata in italiano da Franca De Stradis[N 6], Maria Pia Di Meo[N 7] e da Domitilla D'Amico[N 8].[1][2]
È una campionessa di tennis che, in seguito a un incidente, viene sottoposta a un intervento chirurgico nel quale le vengono innestati una serie di impianti bionici, facendola diventare la "donna bionica", dotata di particolari poteri e capacità che ne fanno una "super eroina". Inizialmente fidanzata di Steve Austin nella serie L'uomo da sei milioni di dollari, ha una crisi di rigetto nei confronti degli impianti bionici e viene data per morta. Successivamente viene riportata in vita e diviene protagonista della serie spin-off La donna bionica, nella quale diventa a sua volta un agente segreto, mantenendo al contempo una "identità segreta" in cui lavora come insegnante.
Nella serie remake Bionic Women viene rimosso ogni legame con Steve Austin e il personaggio è una barista che, divenuta la "donna bionica" viene ingaggiata da un organismo segreto antiterroristico.
Jaime Sommers non è stata creata da Martin Caidin, ma dallo sceneggiatore e produttore Kenneth Johnson, appositamente per l'arco narrativo de L'uomo da sei milioni di dollari che la vede inizialmente coinvolta. La seconda Jaime Sommers è invece opera del creatore della serie remake, David Eick.
Jaime Sommers è considerata una vera e propria icona femminista nell'immaginario collettivo, al pari di altri personaggi immaginari femminili dotati di forza e iniziativa, come ad esempio Wonder Woman.[4][5]
- Oscar Goldman (L'uomo da sei milioni di dollari, stagioni 1-5; La donna bionica, stagioni 1-3), interpretato da Richard Anderson, doppiato in italiano da Germano Longo[N 9].[1][2]
Direttore dell'OSI e diretto superiore di Austin. Il personaggio compare sin dai romanzi di Caidin, poi sia nella serie L'uomo da sei milioni di dollari che nello spin-off La donna bionica. Nel primo film per la televisione, Dalla Luna al deserto, Goldman viene rimpiazzato da un altro personaggio, Oliver Spencer (interpretato da Darren McGavin), per poi ritornare nella serie televisiva. Il rapporto tra la versione televisiva di Austin e Oscar è molto più amichevole della loro controparte letteraria, sebbene in numerosi episodi Austin si dimostri frustrato dall'essere il "cagnolino bionico" dell'OSI.
- Rudy Wells[N 10],  interpretato da Martin Balsam[N 11], Alan Oppenheimer[N 12] e Martin E. Brooks[N 13], doppiato in italiano da Oliviero Dinelli[N 14].[1][2]
Medico e supervisore primario della tecnologia bionica di Austin. Il personaggio compare sia nella serie L'uomo da sei milioni di dollari che nella serie spin-off La donna bionica, oltre che nei primi tre film per la televisione.

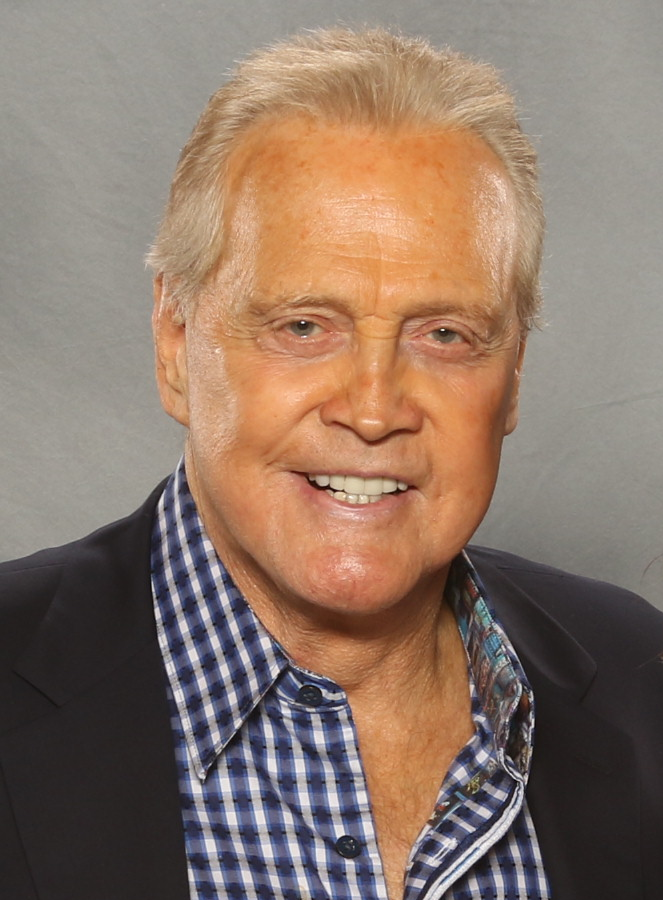
Lee Majors, interprete di Steve Austin
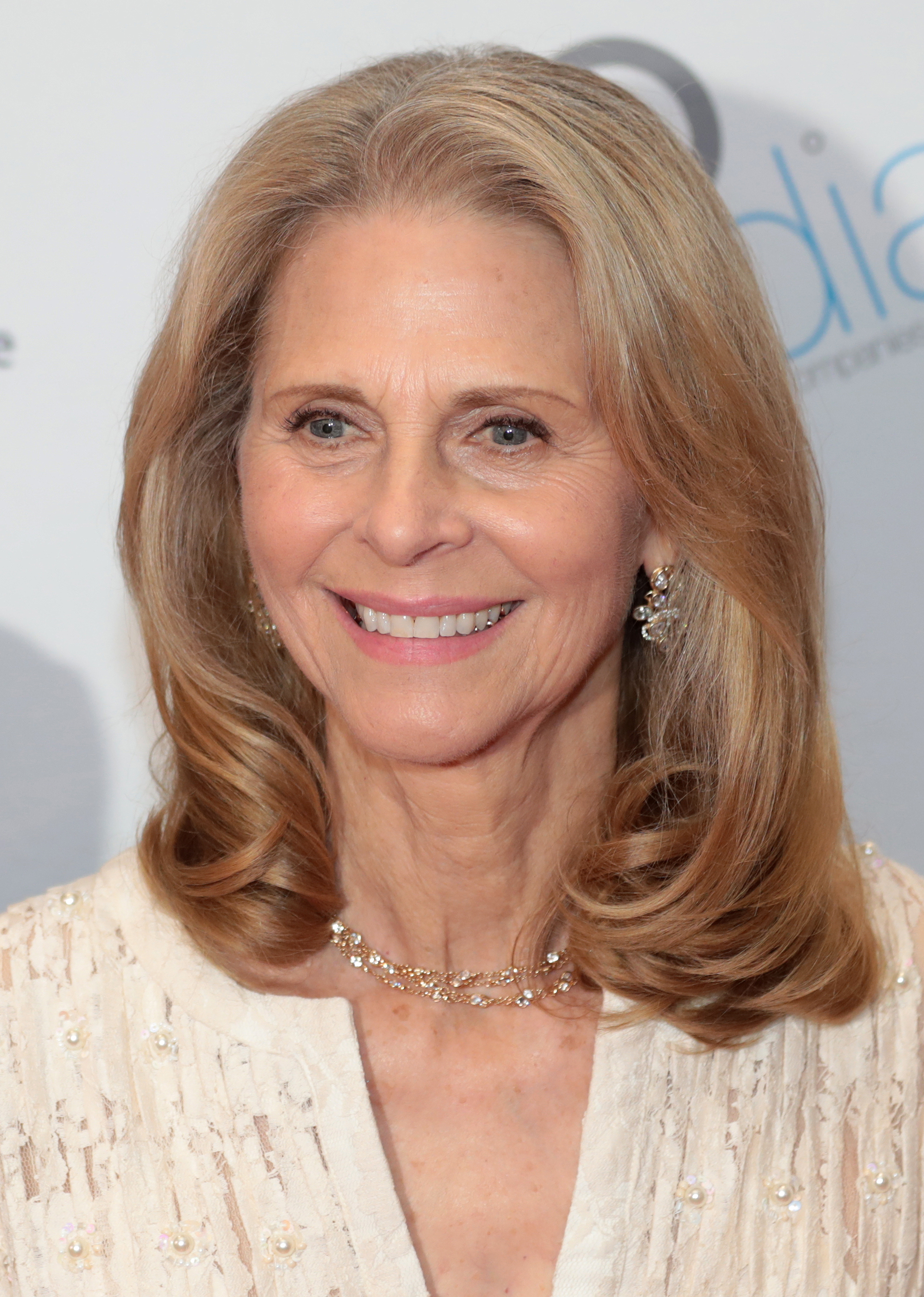
Lindsay Wagner, interprete di Jaime Sommers (La donna bionica)
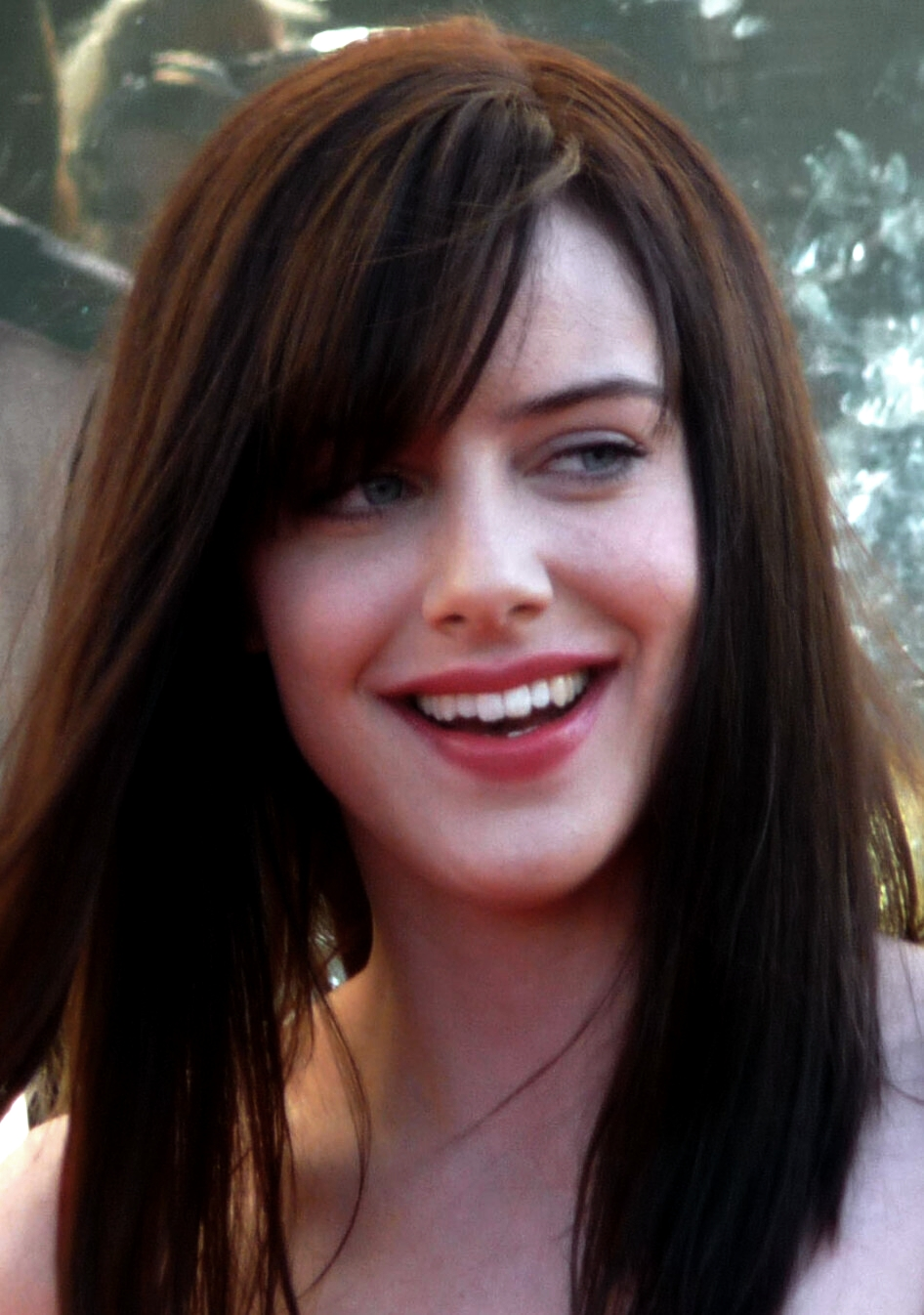
Michelle Ryan, interprete di Jaime Sommers (Bionic Woman)
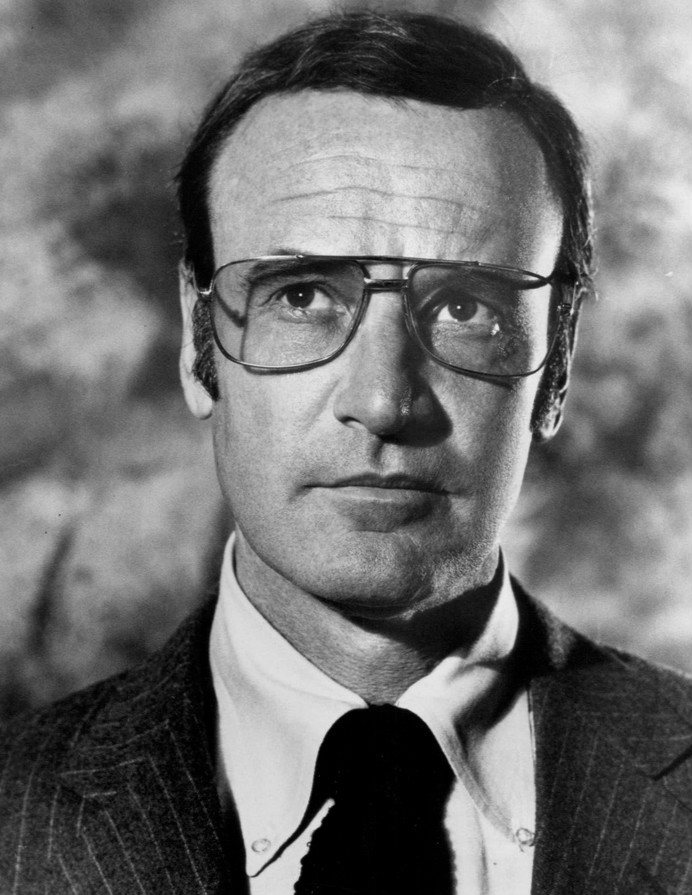
Richard Anderson, interprete di Oscar Goldman
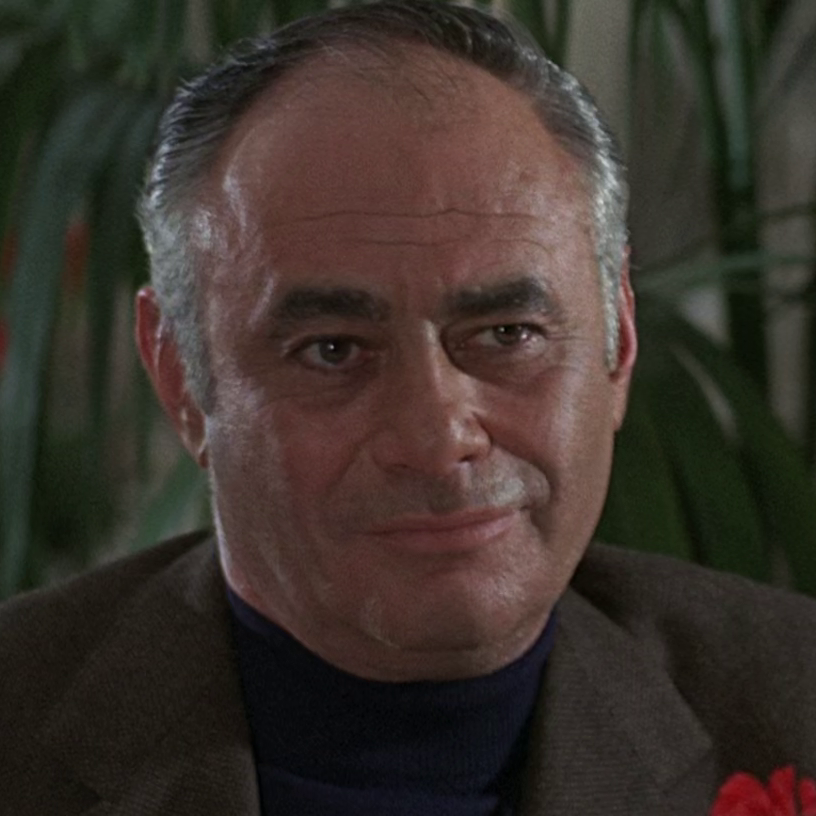
Martin Balsam, il primo interprete di Rudy Wells
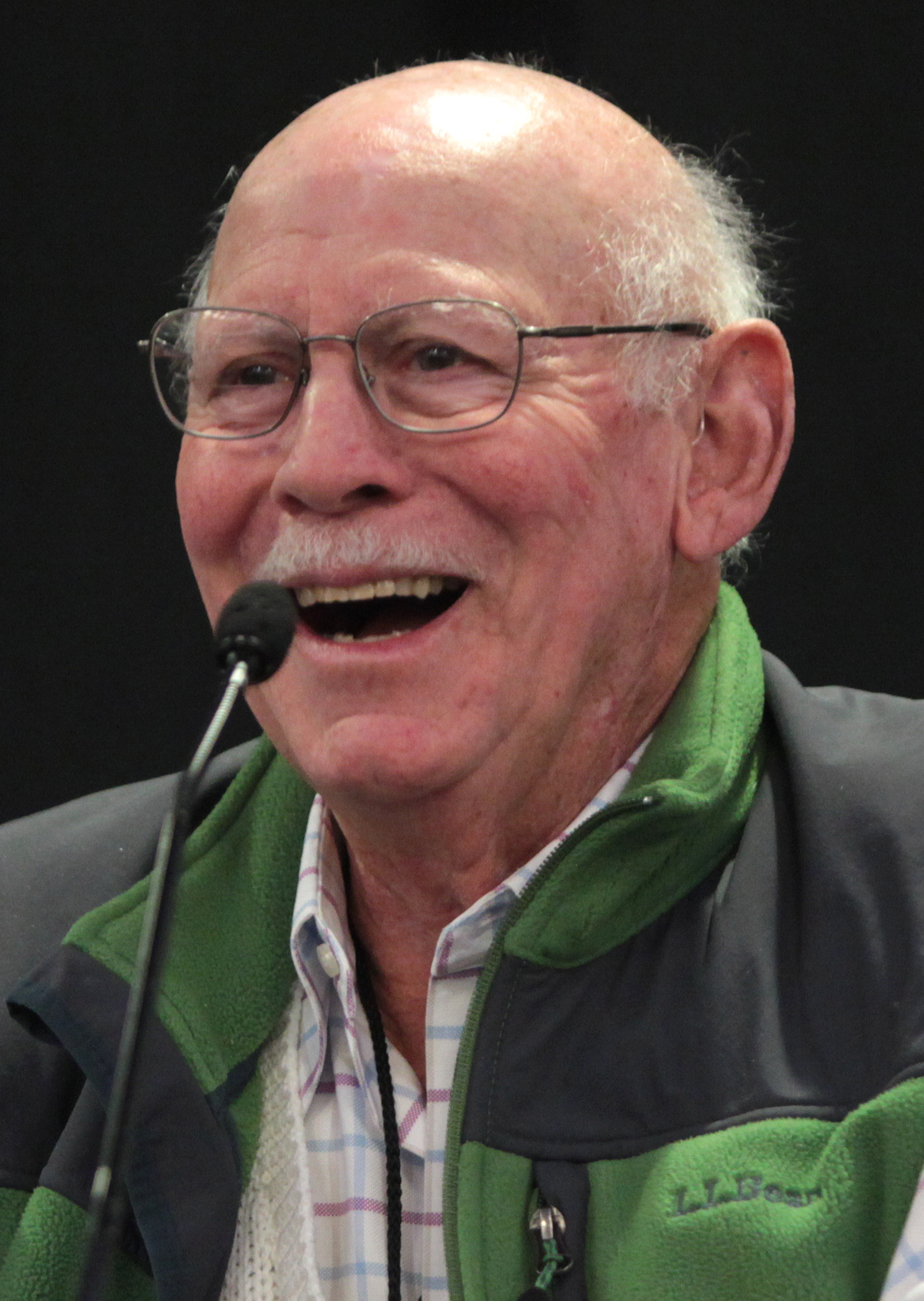
Alan Oppenheimer, il secondo interprete di Rudy Wells

### Dalla luna al deserto
- Oliver Spencer, interpretato da Darren McGavin.

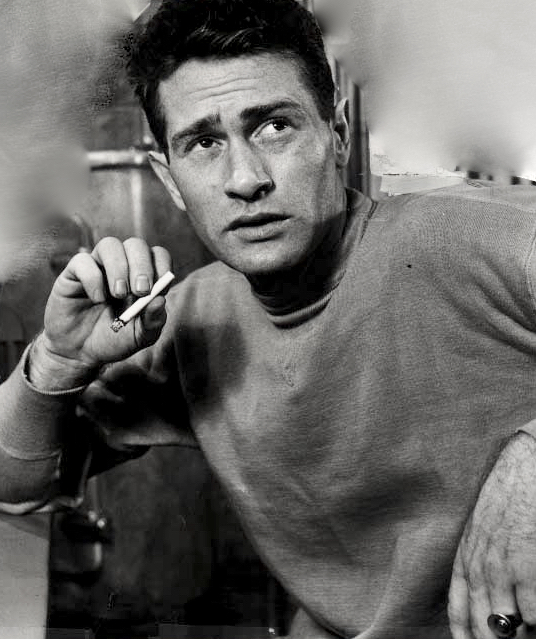
Darren McGavin, interprete di Oliver Spencer

### Il ritorno dell'uomo da sei milioni di dollari
- Michael Austin, interpretato da Tom Schanley.
Michael è il figlio di Steve Austin, nato a metà degli anni sessanta. La madre, Karen, è stata la moglie di Steve Austin ed è morta di polmonite in una piccola città di nome Placidville, quando Michael aveva sei anni. Austin lo mandò a vivere con la sorella di Karen, Mary. Micheal non si interessò al padre fino all'età di 14 anni, ma tra i due non ci furono molti contatti, che si esaurivano prevalentemente in uno scambio epistolare e i due non si incontrarono più fino agli eventi narrati nel film. Michael ha anch'egli prestato servizio nell'aeronautica militare statunitense come pilota. Michael subisce lesioni traumatiche in un incidente simile a quello subito dal padre e viene sottoposto a sua volta a una ricostruzione bionica che lo rende più potente del padre. In cambio dell'operazione di Michael, Steve accetta di ritornare all'OSI e così anche sui figlio ne diviene un agente, sebbene non appaia in nessun film successivo.
Il film Il ritorno dell'uomo da sei milioni di dollari era previsto come potenziale pilota di una nuova serie spin-off incentrata sulle avventure del figlio di Steve Austin, il nuovo "uomo bionico", ma la cosa non si concretizzò e al suo posto vennero realizzati altri due film reunion.

### Scontro bionico
- Kate Mason, interpretata da Sandra Bullock.
Kate Mason è una ragazza rimasta paralizzata dall'età di sei anni e acconsente a sottoporsi a un intervento di impianto bionico per tornare a camminare e diventare un agente dell'OSI. I suoi impianti sono tuttavia superiori e più moderni di quelli di Steve Austin, Jaime Sommers e Michael Austin. Il personaggio, interpretato da una quasi esordiente Sandra Bullock, doveva diventare protagonista di una nuova serie spin off come nuova "donna bionica", ma la cosa non si è mai concretizzata.[6][7]
- Jim Goldman, interpretato da Jeff Yagher.
- John McAllister, interpretato da Rober Lansing.
- Charles Estiman, interpretato da Josef Sommer.
- Allan Devlin, interpretato da Geraint Wyn Davies.

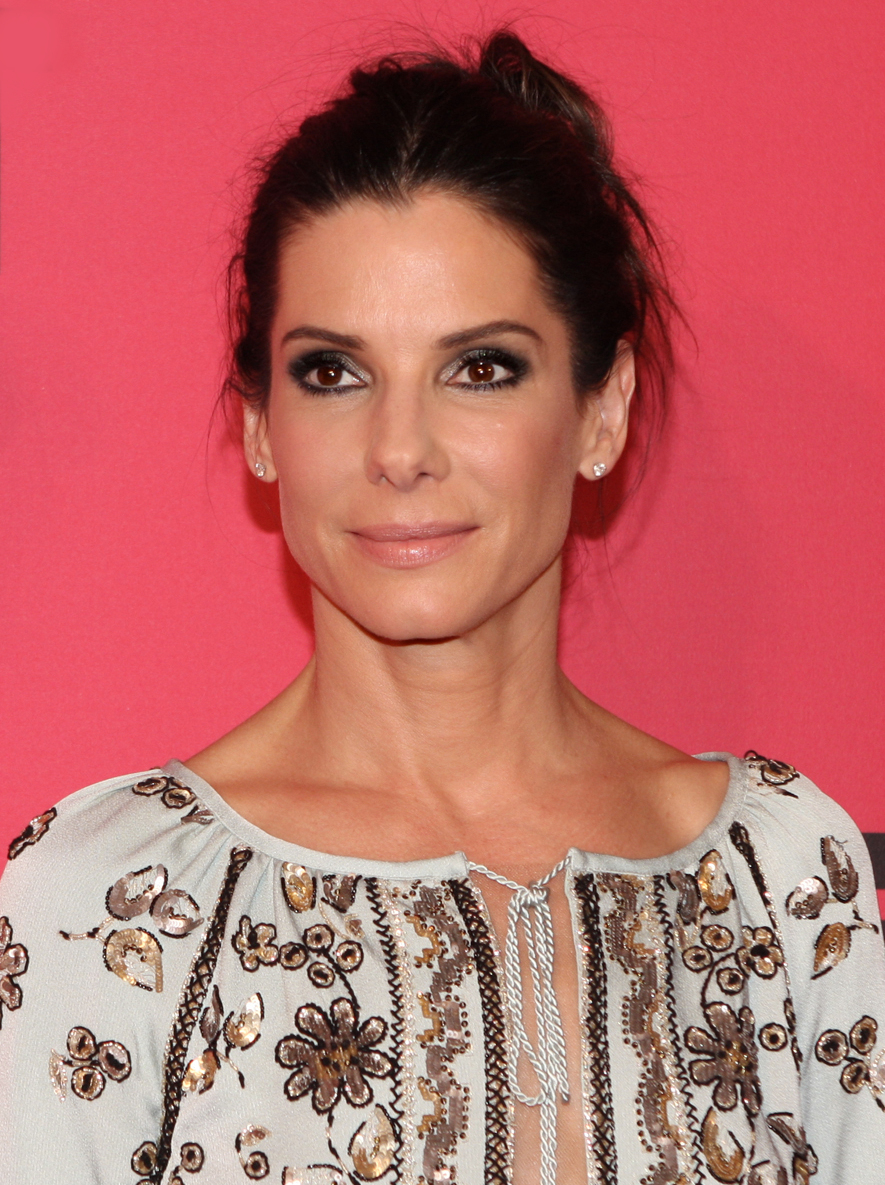
Sandra Bullock, interprete di Kate Mason
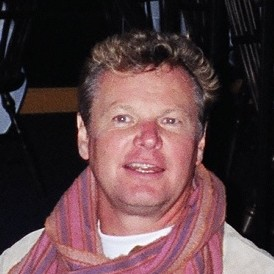
Geraint Wyn Davies, interprete di Allan Devlin

### Il ritorno della donna bionica
- Kimberly Haviland/Harmon, interpretata da Farrah Forke.

### Bionic Woman
- Becca Sommers, interpretata da Lucy Kate Hale, doppiata in italiano da Alessia Amendola.[8]
La sorella quindicenne di Jaime Sommers, cui lei deve badare e farle da madre sostitutiva.
- Sarah Corvus, interpretata da Katee Sackhoff, doppiata in italiano da Laura Boccanera.[8]
- Antonio Pope, interpretato da Isaiah Washington, doppiato in italiano da Massimo Bitossi.[8]
- Jonas Bledsoe, interpretato da Miguel Ferrer, doppiato in italiano da Massimo Corvo.[8]
- Will Anthros, interpretato da Chris Bowers, doppiato in italiano da Fabio Boccanera.[8]
- Nathan, interpretato da Kevin Rankin, doppiato in italiano da Enrico Pallini.[8]
- Anthony Antros, interpretato da Mark Sheppard, doppiato in italiano da Rodolfo Bianchi.[8]
- Roth Treadwell, interpretata da Molly Price.[8]
- Jae Kim, interpretato da Will Yun Lee.[8]

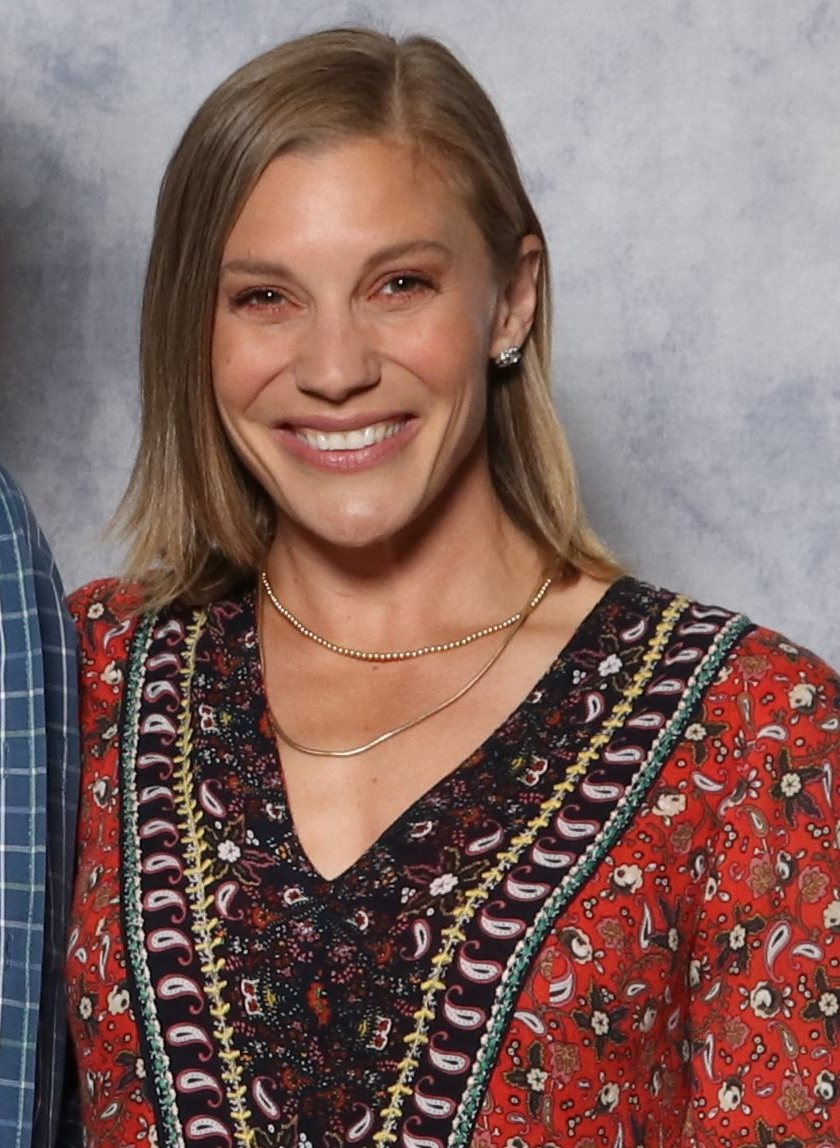
Katee Sackhoff, interprete di Sarah Corvus
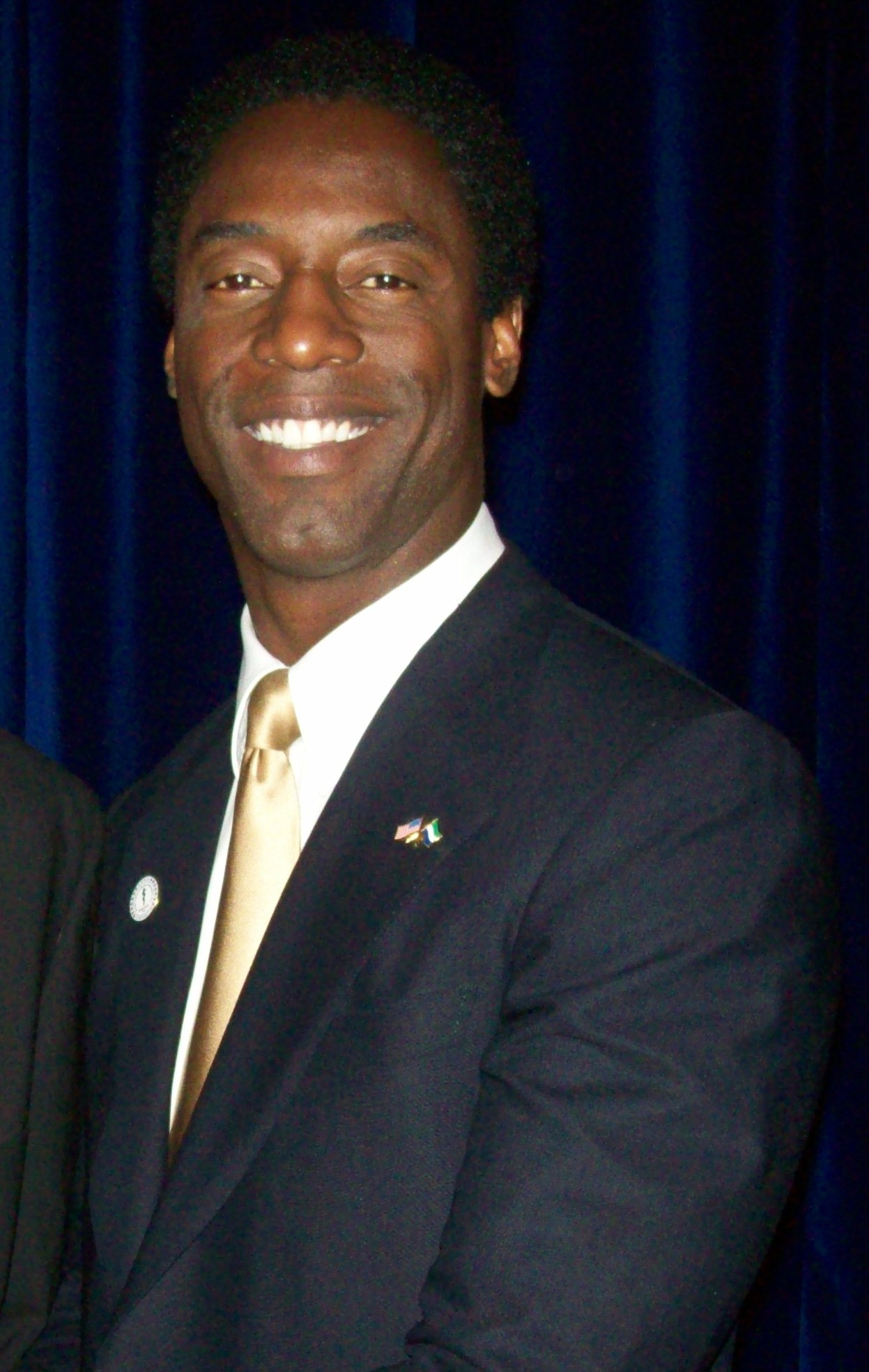
Isaiah Washington, interprete di Antonio Pope
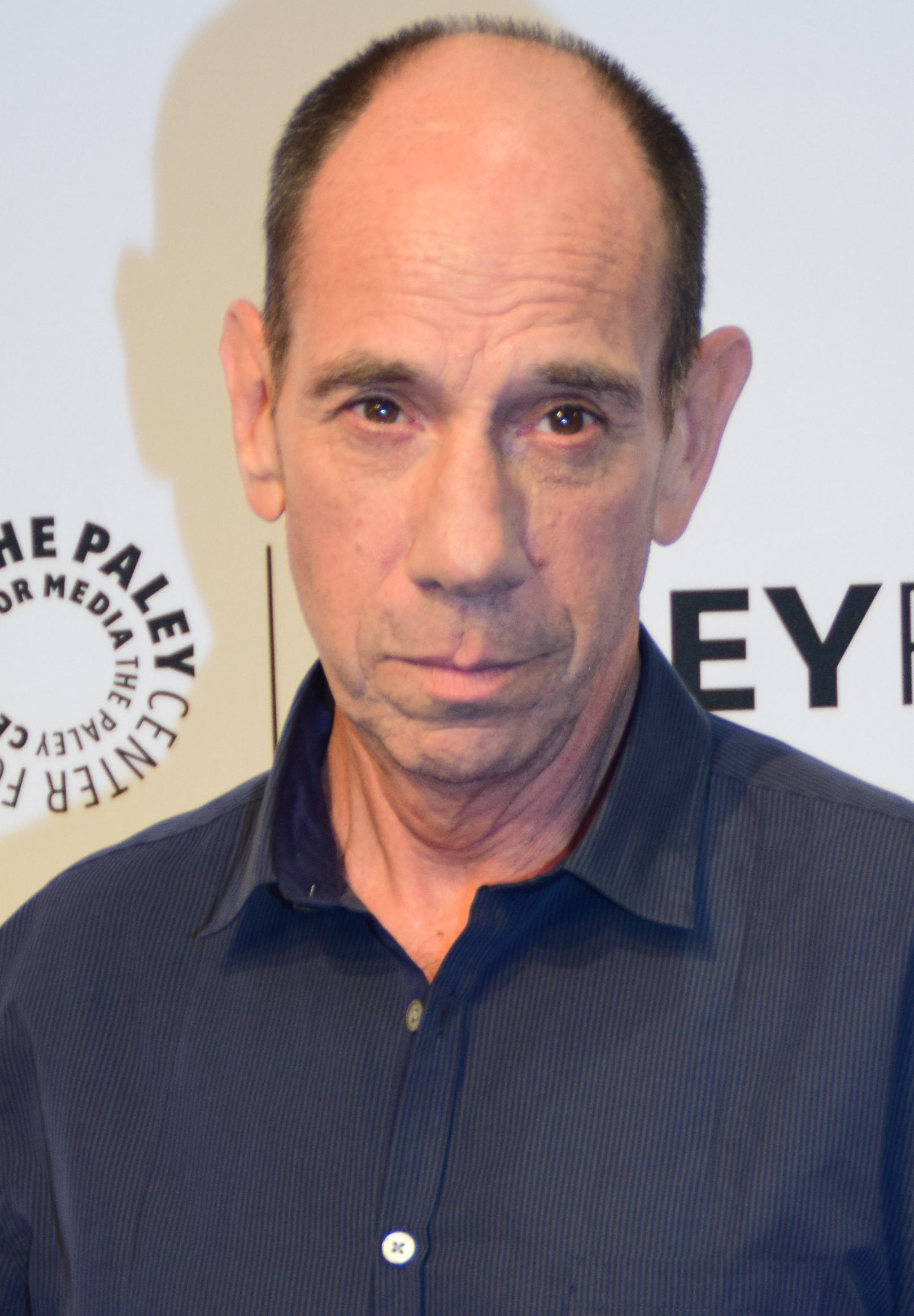
Miguel Ferrer, interprete di Jonas Bledsoe
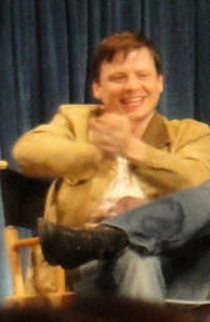
Kevin Rankin, interprete di Nathan
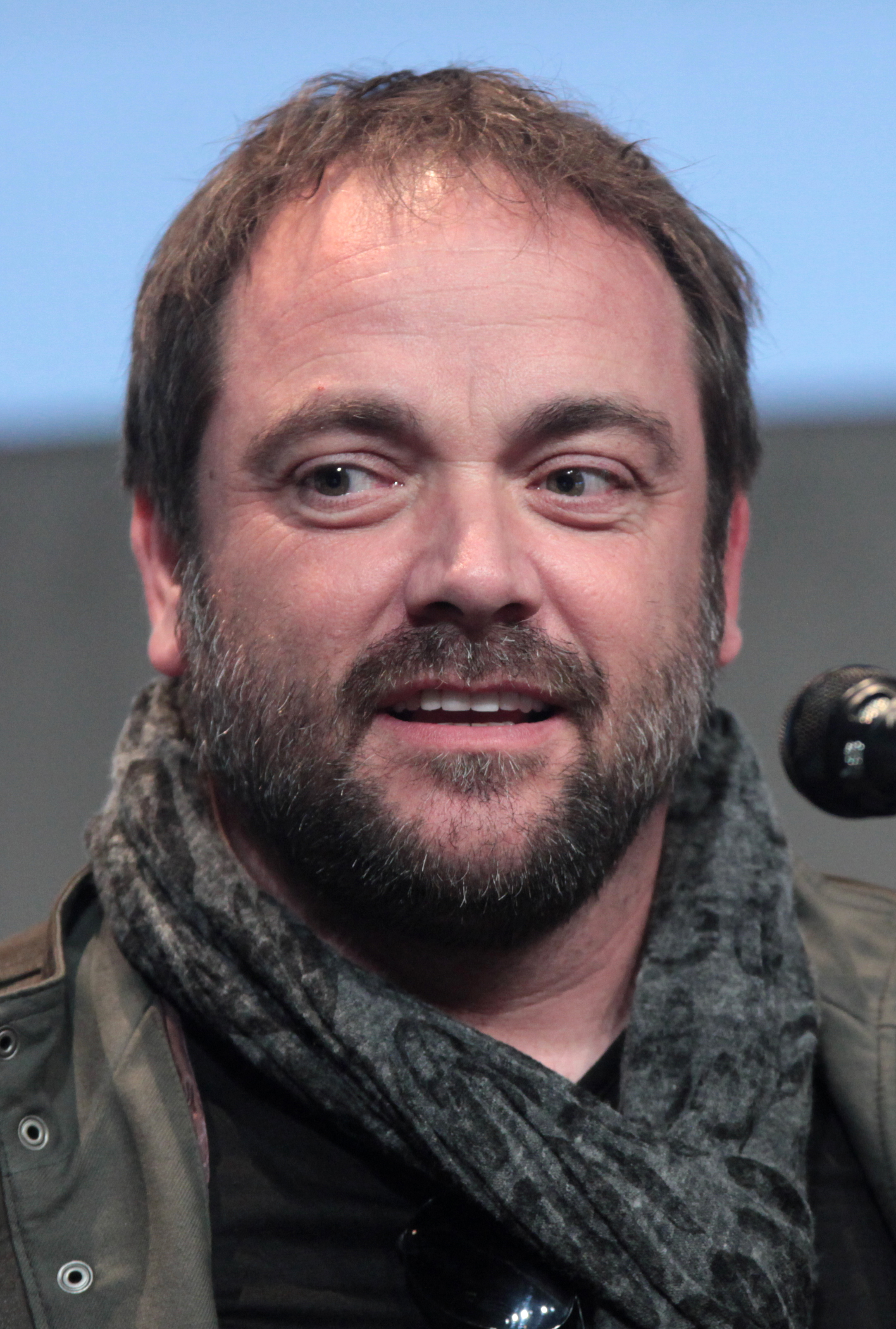
Mark Sheppard, interprete di Anthony Antros
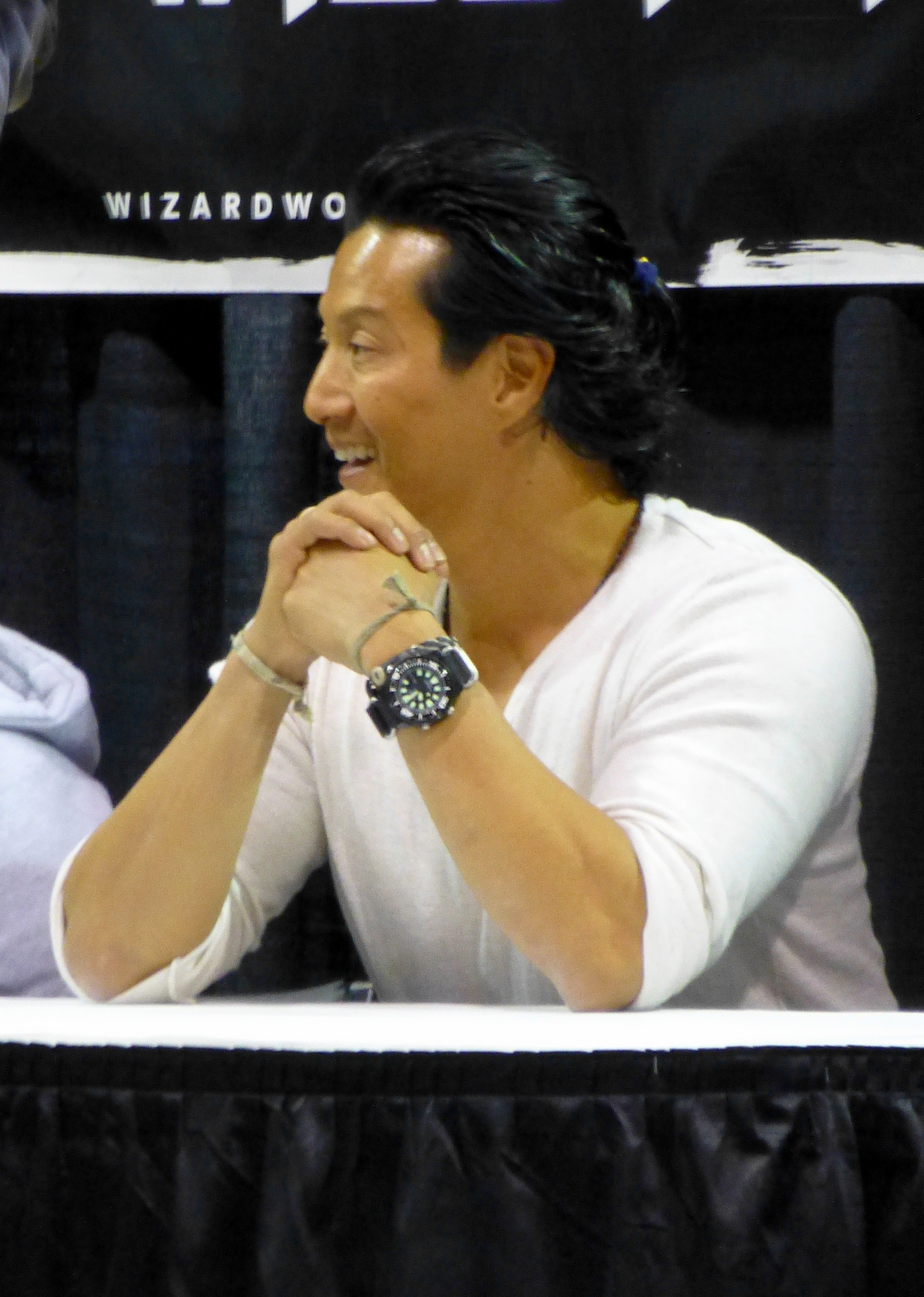
Will Yun Lee, interprete di Jae Kim

## Personaggi secondari
- Peggy Callahan (L'uomo da sei milioni di dollari, stagioni 2-4; La donna bionica, stagioni 2-3), interpretata da Jennifer Darling, doppiata in italiano da Franca De Stradis.
Segretaria di Oscar Goldman. Il personaggio compare in 4 episodi della serie televisiva L'uomo da sei milioni di dollari e in 7 episodi della serie televisiva La donna bionica.

### Bionic Woman
- Carly, interpretata da Lara Gilchrist, doppiata in italiano da Sara Ferranti.[8]
- Robin, interpretato da Erin Karpluck, doppiata in italiano da Alessandra Barzaghi.[8]

## Guest star

### Vino, donne e guerra
- Katrina Volana, interpretata da Britt Ekland.
- Alexi Kaslov, interpretato da David McCallum.

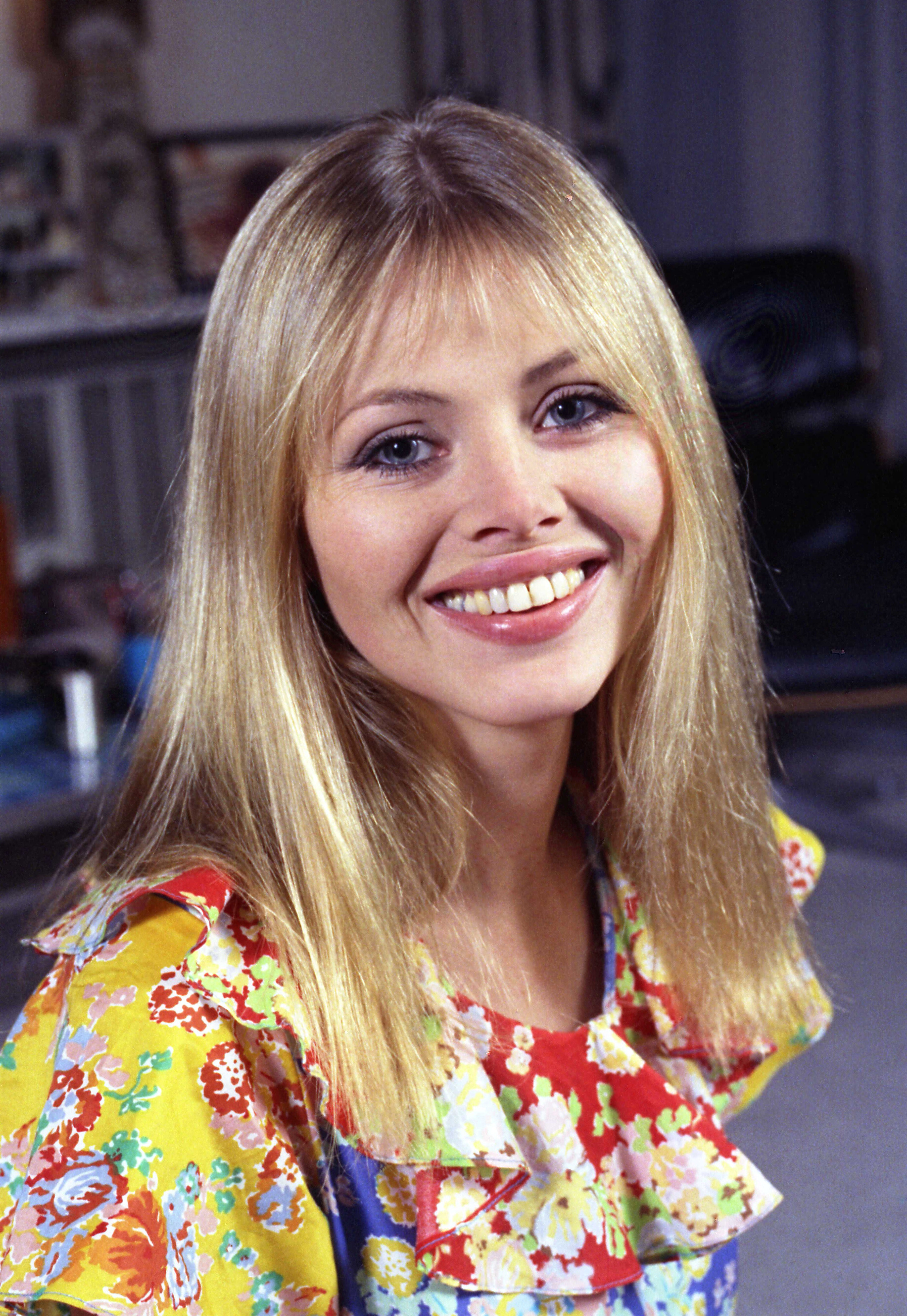
Britt Ekland, interprete di Katrina Volana
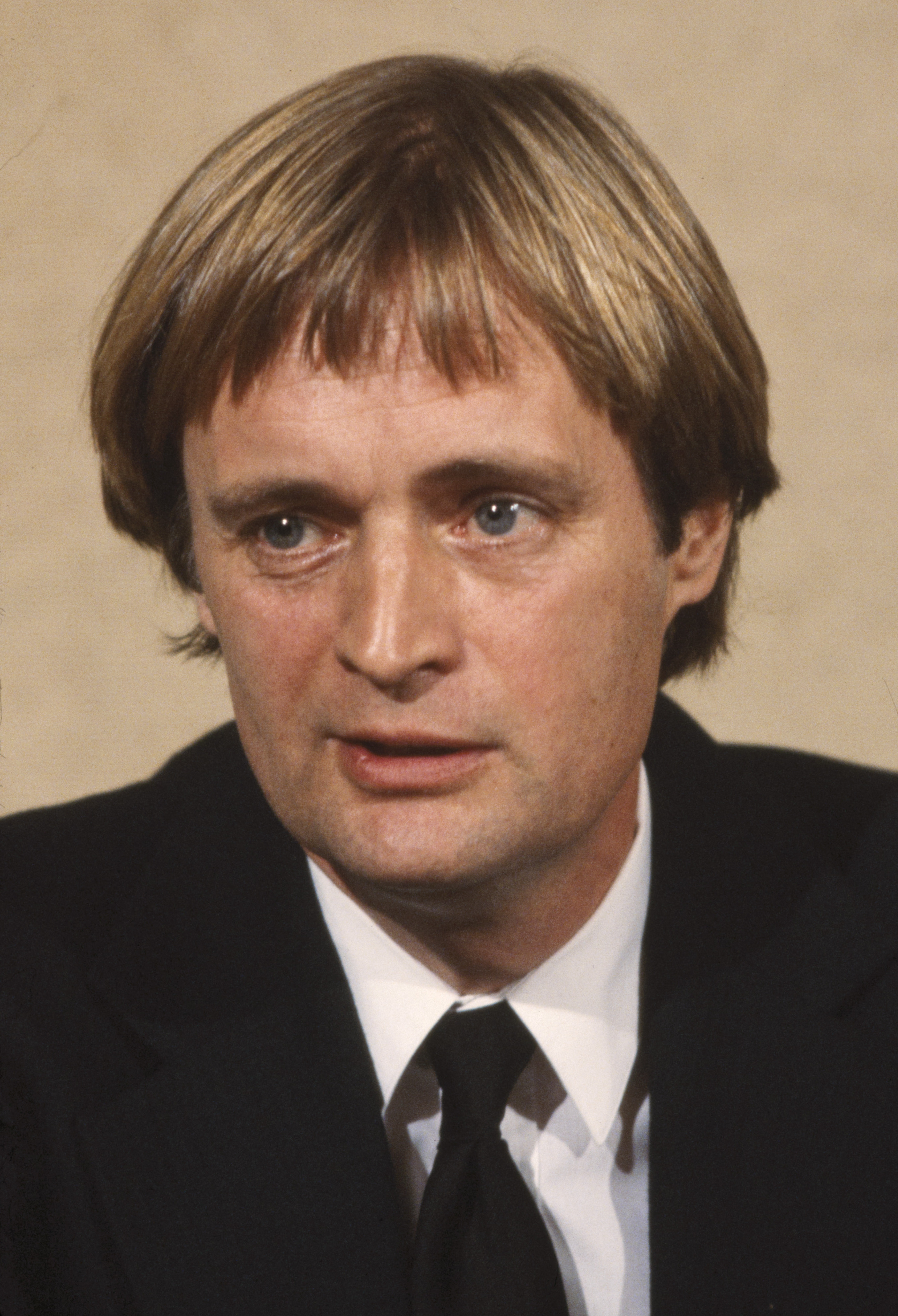
David McCallum, interprete di Alexi Kaslov

### Complotto internazionale
- Contessa de Rojas, interpretata da Luciana Paluzzi.
Socia del defunto Roger Ventris, viene riconosciuta dalla dottoressa Bergner in un casinò grazie all'impianto di cellule neurali di Ventris che ha operato su sé stessa. Viene accompagnata da Steve Austin nella sua tenuta, ma, dopo averlo tradito, viene convinta ad aiutare a organizzare un incontro con Julian Peck. La contessa de Rojas viene interpretata dalla celebre attrice italiana Luciana Paluzzi, allora celebre anche grazie al ruolo della bond-girl Fiona Volpe nel film Agente 007 - Thunderball (Operazione tuono).
- Erica Bergner, interpretata da Elizabeth Ashley.

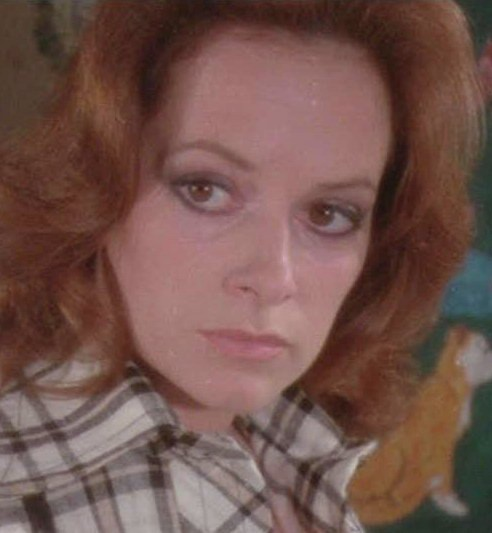
Luciana Paluzzi, interprete della Contessa DeRojas
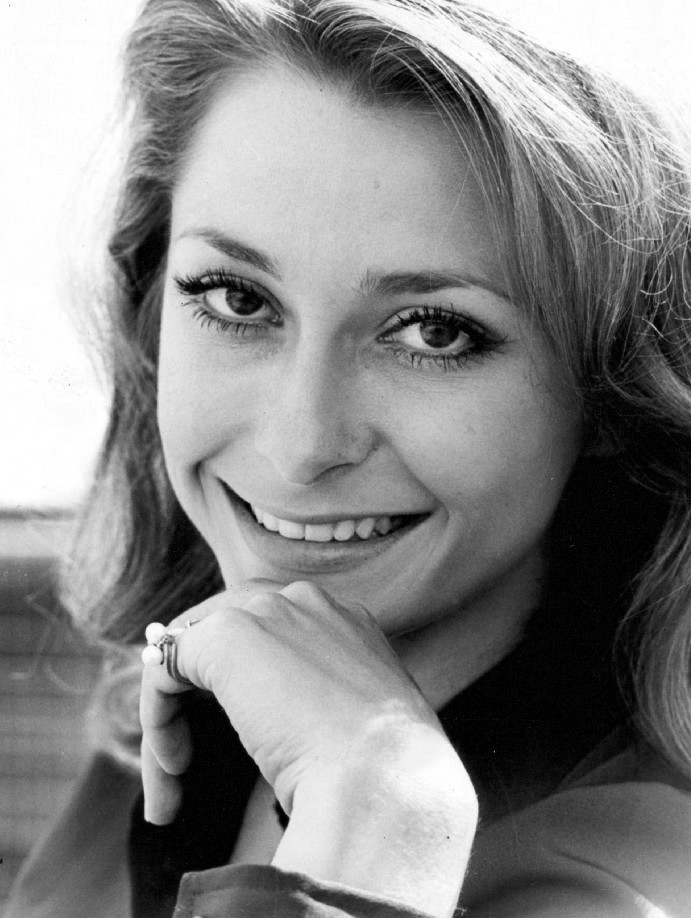
Elizabeth Ashley, interprete di Erica Bergner

### L'uomo da sei milioni di dollari
- G.H. Beck (L'uomo da sei milioni di dollari, ep. 5x03-5x04), interpretato da Martin Caidin.
Martin Caidin è lo scrittore autore del romanzo Cyborg da cui il franchise de L'uomo da sei milioni di dollari è stato tratto. Fa la sua comparsa nel doppio episodio della quinta stagione  Conto alla rovescia mortale - 1ª parte e 2ª parte (trasmesso il 25 settembre e il 2 ottobre 1977) in un cameo, interpretando il personaggio di G.H. Beck.
- Kelly Wood (L'uomo da sei milioni di dollari, ep. 1x08-2x11-3x19-4x02), interpretata da Farrah Fawcett.
Il maggiore Kelly Wood è la prima donna astronauta statunitense ad andare nello spazio. Viene istruita da Steve Austin, ma tra i due inizialmente non c'è un buon rapporto. Dopo una missione pericolosa a bordo dello Skylab, tra i due nasce un legame sentimentale. Kelly ritorna tre anni dopo quando l'aereo che sta pilotando scompare misteriosamente. Il personaggio di Kelly Wood compare in quattro episodi della serie, dalla prima alla quarta stagione. Viene interpretata dall'attrice Farrah Fawcett, all'epoca moglie nella vita reale dell'attore Lee Majors, interprete di Steve Austin.
- Lorraine Stenger (L'uomo da sei milioni di dollari, ep. 4x12), interpretata da Kim Basinger.

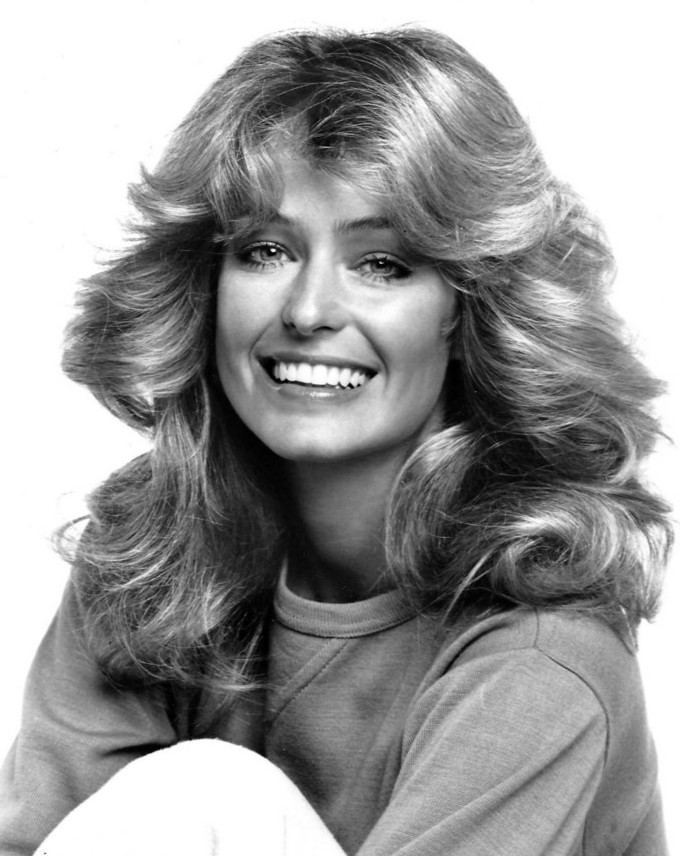
Farrah Fawcett, interprete di Kelly Wood
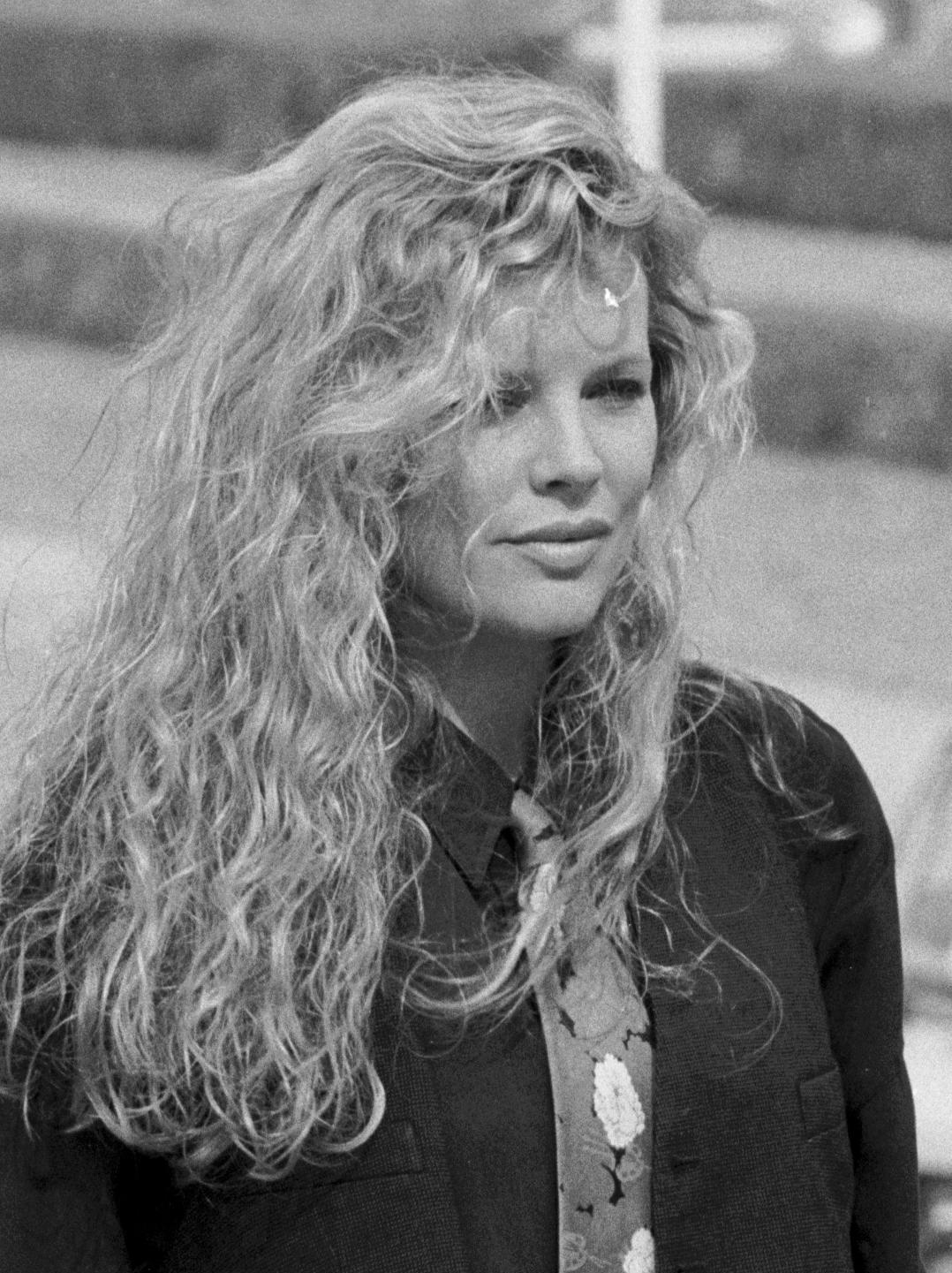
Kim Basinger, interprete di Lorraine Stenger

### Il ritorno dell'uomo da sei milioni di dollari
- Lyle Stenning, interpretato da Martin Landau.
Lyle Stenning è il capo dell'organizzazione terroristica Fortress, con cui Steve Austin ha avuto modo di confrontarsi in passato, contribuendo alla sua cattura. Il personaggio viene introdotto per la prima volta nel film, dove viene interpretato da Martin Landau, attore celebre per aver interpretato il Capitano Koenig di Spazio 1999, altra opere televisiva di fantascienza molto celebre durante gli anni settanta del XX secolo.
- John Praiser, interpretato da Gary Lockwood.
John Praiser è il capo dello staff dell'OSI, che si rivelerà essere in realtà un traditore. Anche l'attore Gary Lockwood ha alle spalle una celebre apparizione in una serie storica di fantascienza quale la serie originale di Star Trek, avendo preso parte nei panni di Gary Mitchell al secondo pilota Oltre la galassia (Where No Man Has Gone Before), trasmesso il 22 settembre 1966.

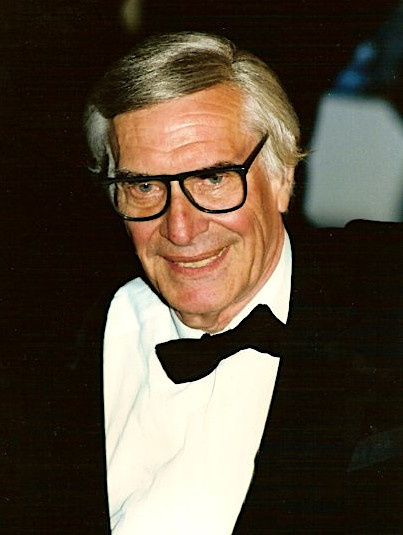
Martin Landau, interprete di Lyle Sterling
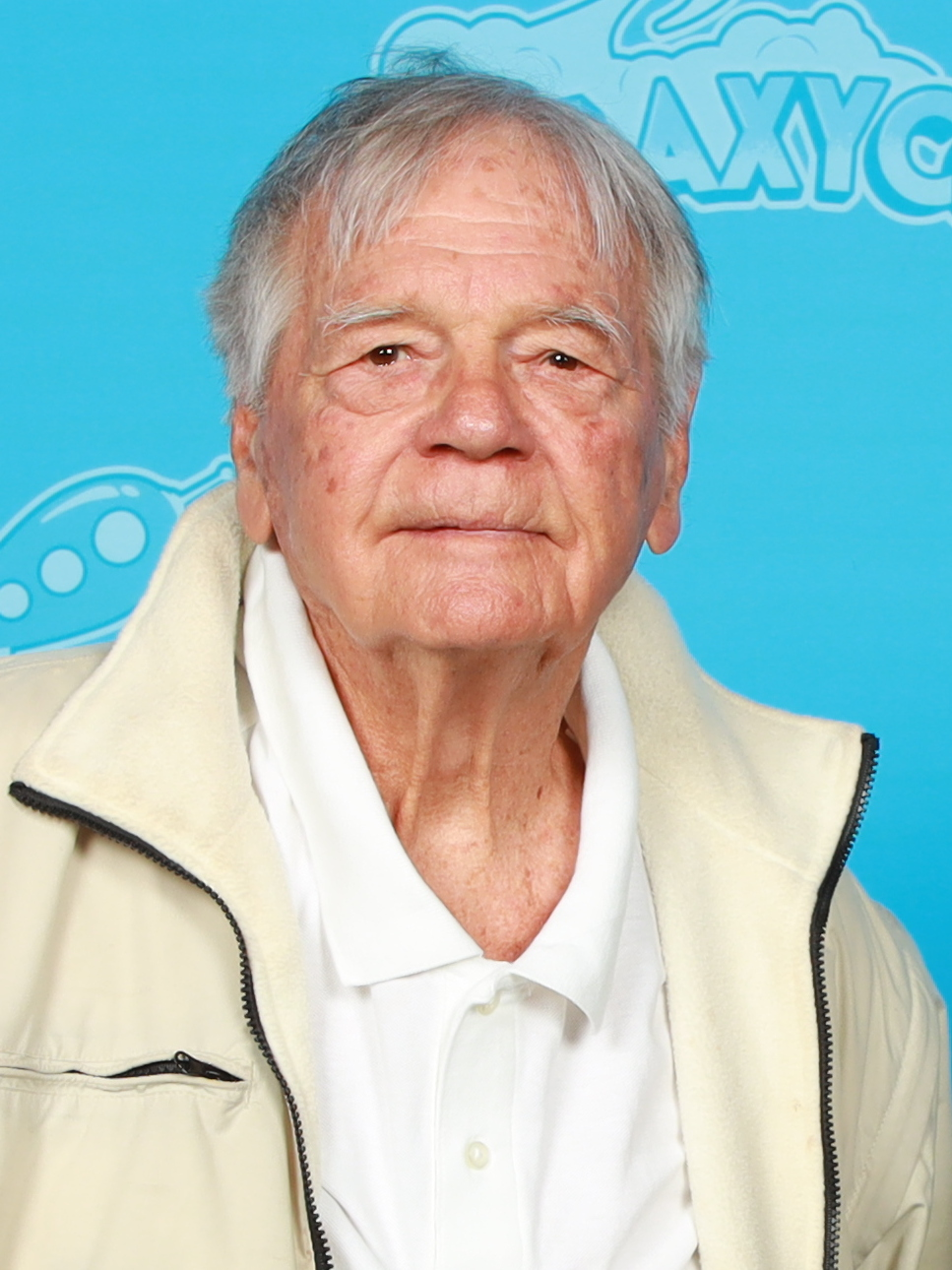
Gary Lockwood, interprete di John Praiser